# Pacte national pour le droit de décider

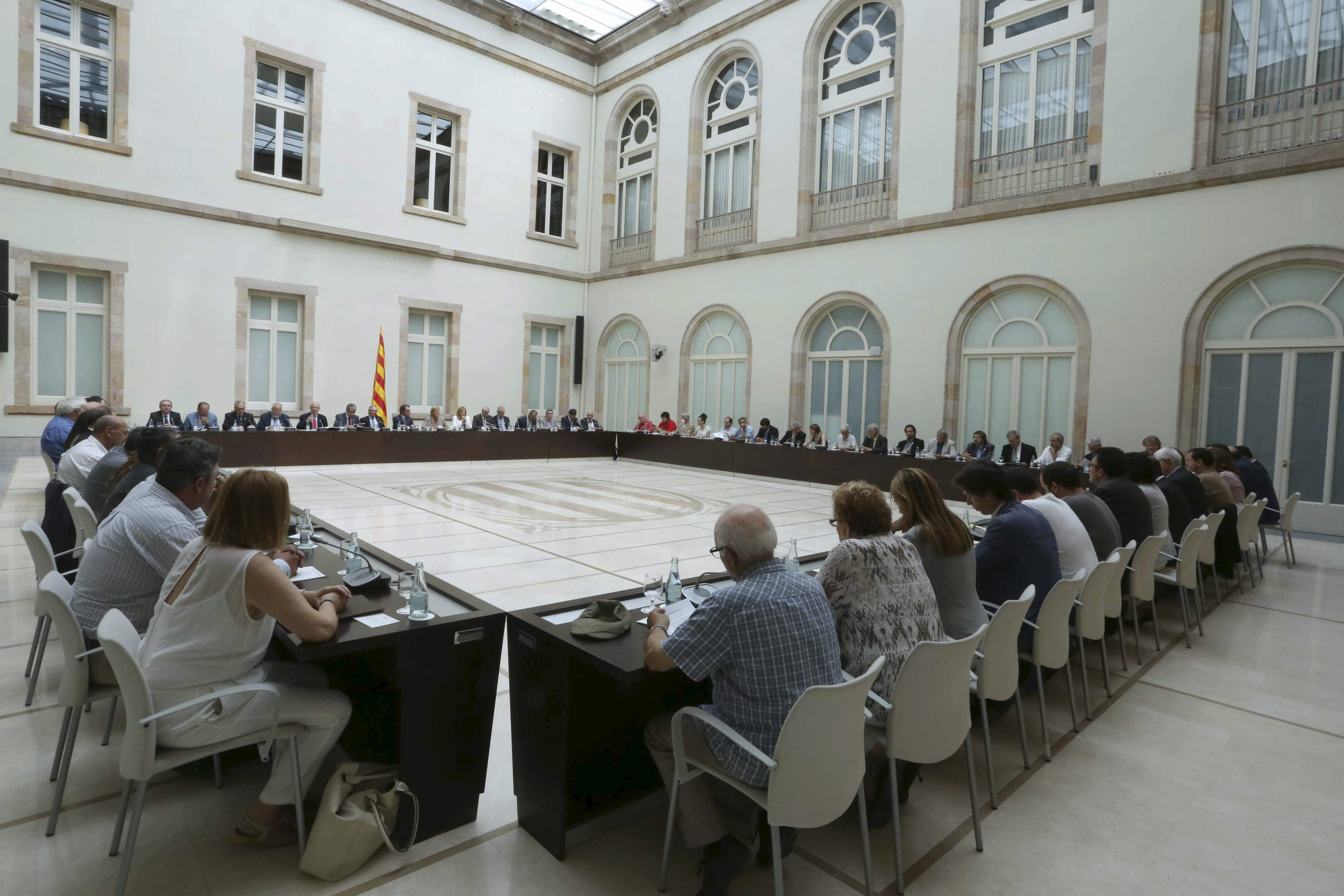

Le Pacte national pour le droit de décider (en catalan Pacte Nacional pel Dret a Decidir, PNDD) est une plateforme de défense du droit à l'autodétermination de la Catalogne créée en juin 2013 à l'initiative du gouvernement de Catalogne. Il réunit le gouvernement, les partis politiques favorables au droit à l'autodétermination, les acteurs locaux, les associations catalanistes ou indépendantistes, les organisations syndicales, patronales et professionnelles, et les organisations à but social, éducatif ou culturel. Une cinquantaine d'organisations participent à ses réunions, et il compte environ 4200 entités adhérentes en juin 2015.
Le PNDD vise à défendre collectivement le droit à l'autodétermination, instituer un dialogue entre les forces politiques et sociales qui y sont favorables, et associer la société civile à la politique du gouvernement. Il contribue, avec le conseil consultatif pour la transition nationale et la commission d'étude du droit de décider, à la préparation de la consultation sur l'indépendance du 9 novembre 2014.

## Histoire

### Création (juin 2013)
Le projet de Pacte national pour le droit de décider (PNDD) est conçu au début de l'année 2013 par les partis politiques favorables au droit à l'autodétermination de la Catalogne : Convergence et Union (CiU), Esquerra Republicana de Catalunya (ERC), qui forment ensemble la majorité parlementaire, ainsi que Iniciativa per Catalunya Verds - Esquerra Unida i Alternativa (ICV-EUiA) et la Candidature d'unité populaire (CUP). Il vise à associer les forces politiques au-delà du camp indépendantiste, et les organisations de la société civile, au projet du gouvernement d'organiser une consultation sur l'indépendance en 2014. La participation de la société civile au processus souverainiste était prévue par l'accord de gouvernement entre CiU et ERC de décembre 2012. Elle est aussi une exigence d'ICV-EUiA en échange de son soutien au projet de la majorité parlementaire. Il est prévu que le PNDD comprendra 30 à 40 organisations représentatives, et qu'il sera ouvert à l'adhésion de toutes celles qui le souhaitent.
La création du Pacte national pour le droit de décider est annoncée en juin 2014 à l'initiative du gouvernement. Le Parti des socialistes de Catalogne (PSC) refuse d'y participer. Le gouvernement convoque une liste provisoire de 34 organisations, choisies pour leur soutien au droit à l'autodétermination et leur représentativité sociale. D'autres noms y sont ajoutés à la demande d'ERC et la CUP.
L'organisation patronale Foment del Treball Nacional (ca) décline l'invitation qui divise ses membres.
Le 26 juin 2013 a lieu la réunion constitutive du Pacte national pour le droit de décider à l'auditorium du Parlement de Catalogne. Une quarantaine d'organisations participent à la rencontre présidée par le président de la Généralité, Artur Mas, :
- le gouvernement de Catalogne ;
- les partis politiques favorables à l'autodétermination : Convergence et Union (CiU), Esquerra Republicana de Catalunya (ERC), Iniciativa per Catalunya Verds - Esquerra Unida i Alternativa (ICV-EUiA) et la Candidature d'unité populaire (CUP) ;
- les entités locales : les quatre députations provinciales, la mairie de Barcelone et le Consell de Governs Locals (ca) ;
- les organisations catalanistes ou indépendantistes : l'Assemblée nationale catalane (ANC), Òmnium Cultural, l'Associació de Municipis per la Independència (AMI), Reagrupament, la Plataforma per la Llengua (ca), la Coordinadora d'Associacions per la Llengua Catalana (ca) (CAL), l'Associació de Publicacions Periòdiques en Català (ca) (APPEC), le Centre Internacional Escarré per a les Minories Ètniques i Nacionals (CIEMEN) et Nova Esquerra Catalana ;
- les organisations patronales et syndicales et les organisations professionnelles : l'Union générale des travailleurs (UGT), la Comissió Obrera Nacional de Catalunya (ca) (CCOO), l'Unió Sindical Obrera de Catalunya (ca) (USOC), l'Intersindical-CSC (ca), le Cercle Català de Negocis (ca) (CCN), la Federació d'Empresaris de la Petita i Mitjana Empresa (FEPIME), la Petita i Mitjana Empresa de Catalunya (ca) (PIMEC), la Confederació Empresarial Comarcal de Terrassa (ca) (CECOT), le Consell de Treball, Econòmic i Social de Catalunya (ca) (CTESC), le Consell General de Cambres de Catalunya (ca), Joves Agricultors i Ramaders de Catalunya (JARC), l'Unió de Pagesos de Catalunya (ca), le Col·legi d'Arquitectes de Catalunya (ca) (COAC), l'Associació Agrària de Joves Agricultors (ca) (ASAJA) et la Confederació de Cooperatives de Catalunya.
- diverses organisations du secteur social, éducatif et culturel : la Federació Catalana del Voluntariat Social (FCVS), le Consell Nacional de la Joventut de Catalunya (ca) (CNJC), la Federació d'Associacions de la Tercera Edat de Catalunya (ca) (FATEC), l'Ens de Comunicació Associativa, la Federació d'Associacions de Mares i Pares d'Alumnes de Catalunya (ca) (FAPAC), la Confederació d'Associacions Veïnals de Catalunya (CONFAVC), la Taula d'entitats del Tercer Sector Social de Catalunya (ca), l'Observatori DESC (ca), le Moviment Laic i Progressista (ca) (MLP), l'Unió de Federacions Esportives de Catalunya (ca) (UFEC), le Front d'Alliberament Gai de Catalunya (FAGC), le Consell Nacional de la Cultura i de les Arts (ca) (CoNCA) et l'Institut d'Estudis Catalans (IEC).

Les participants s'accordent sur quatre points :
- la constitution d'un groupe de promotion pour ouvrir le pacte à l'adhésion de nouveaux membres ;
- la rédaction d'un document consensuel exprimant le contenu du pacte, qui est confiée à l'ancien président du Parlement Joan Rigol ;
- l'envoi par le gouvernement d'une sollicitation formelle au président du gouvernement espagnol pour permettre l'organisation d'une consultation d'autodétermination ;
- l'engagement des participants à promouvoir le droit à l'autodétermination.

### Manifeste pour le droit de décider (septembre 2013)
Le manifeste du Pacte national pour le droit de décider, rédigé par Joan Rigol, est présenté le 16 septembre 2013. Il présente en 14 points les objectifs et les engagements de ses adhérents. Le manifeste énonce : « La Catalogne est une nation, et toute nation a le droit de décider de son avenir politique. » et exprime son « plein soutien au processus démocratique représenté par le Parlement de Catalogne pour que le peuple catalan puisse exercer son droit de décider ». Le document privilégie le consensus entre les partisans de l'indépendance ou d'autres solutions politiques : il affirme le droit à l'autodétermination de la Catalogne sans se prononcer sur la finalité du processus. Le manifeste lie le processus souverainiste à « l'amélioration des conditions de vie individuelles et collectives des personnes qui vivent et travaillent en Catalogne ». Il affirme les principes de démocratie, de respect des droits sociaux, de développement de l'État-providence, d'équilibre territorial, de développement durable, de soutien à l'entrepreneuriat, d'amélioration de l'éducation et de la culture, et de défense de la langue catalane. Il demande également le dialogue avec l'État espagnol pour un exercice légal du droit à l'autodétermination. Les signataires s'engagent à encourager la participation démocratique des citoyens et à travailler ensemble dans ce but.
Le Pacte national pour le droit de décider compte alors 800 organisations adhérentes. Le PSC exprime son accord avec le contenu du manifeste mais maintient son refus d'adhérer au PNDD.
Le manifeste du Pacte national pour le droit de décider forme la base d'une résolution parlementaire présentée lors du débat de politique générale de septembre 2013 au Parlement de Catalogne. Le texte fait l'objet d'un accord entre CiU, ERC, ICV-EUiA et le PSC. La résolution est adoptée par le Parlement le 27 septembre par 103 voix « pour », 27 voix « contre » et 3 abstentions.

### Préparation de la consultation sur l'indépendance (février-juillet 2014)
Les membres du Pacte national pour le droit de décider se réunissent pour la deuxième fois le 19 février 2014 pour coordonner leur soutien à la consultation sur l'indépendance prévue par le gouvernement. La réunion intervient après l'accord conclu entre les partis politiques en décembre 2013, qui fixe la date du vote et la question posée aux citoyens. Le nombre d'adhérents au PNDD a doublé depuis septembre 2013, avec 1600 organisations membres. Les participants, qui représentent une cinquantaine d'entités, s'accordent pour promouvoir ensemble la consultation, par des actions communes qui ne prendront pas parti sur le sens du vote.
La troisième réunion du Pacte national pour le droit de décider a lieu le 18 juillet 2014 pour réaffirmer son soutien à la consultation, que le gouvernement espagnol veut empêcher. Y participent pour la première fois l'association indépendantiste castillanophone Súmate et le courant critique socialiste Avancem. Les membres du PNDD, qui compte alors 3000 adhérents, envoient une lettre commune au président du gouvernement espagnol, Mariano Rajoy, dans laquelle ils lui demandent d'accepter « le dialogue avec le gouvernement de la Généralité de Catalogne, afin qu'il soit possible d'exercer légalement le droit de consultation que nous possédons en tant que citoyens catalans ».

### Organisation de la consultation alternative (octobre-novembre 2014)
Le Pacte national pour le droit de décider est convoqué en urgence le 24 octobre 2014. Cette quatrième réunion vise à reconstruire l'unité entre les partisans de l'autodétermination, qui sont divisés après que le président Artur Mas a renoncé à organiser la consultation sur l'indépendance, interdite par le Tribunal constitutionnel, et proposé de la remplacer par un « processus participatif » sous la forme d'un vote non officiel. Cette décision est critiquée par son allié de gouvernement, Esquerra Republicana de Catalunya (ERC), et la rupture de l'accord de gouvernement est escomptée. Le Pacte national pour le droit de décider est la première réunion des quatre formations favorables à la consultation depuis son retrait. Elle est précédée de contacts bilatéraux entre les partis politiques pour rechercher une solution commune. Elle intègre un nouveau courant critique du PSC, Moviment Catalunya (ca). Les participants s'engagent à dépasser leurs divergences et soutenir la consultation alternative, « malgré ses limites », pour que la mobilisation des citoyens le 9 novembre soit un succès.
Le Pacte national pour le droit de décider se réunit à nouveau le 7 novembre 2014 pour définir l'organisation de la consultation alternative prévue deux jours plus tard, alors que le Tribunal constitutionnel a également suspendu cette initiative trois jours auparavant. Le gouvernement, déterminé à assurer la tenue du vote, envisage de confier la gestion des opérations aux organisations de la société civile membres du PNDD. Les participants s'accordent pour une « responsabilité solidaire » dans l'organisation de la consultation : les entités de la société civile prennent en charge l'organisation matérielle des opérations de vote, avec l'aide et le soutien du gouvernement.
La consultation sur l'indépendance a lieu le 9 novembre 2014 ; 2,3 millions de citoyens participent au vote, dont 80 % sont en faveur de l'indépendance. Le président Artur Mas, la vice-présidente du gouvernement Joana Ortega et la conseillère à l'enseignement Irene Rigau sont poursuivis par l'État espagnol pour désobéissance, prévarication, malversation et usurpation de fonctions. Le Pacte national pour le droit de décider publie le 3 décembre 2014 un manifeste dans lequel ses membres dénoncent des poursuites qui « portent atteinte à la dignité nationale » de la Catalogne, et se déclarent « coresponsables » de l'organisation de la consultation.

### Après la consultation (2015-2016)
Le Pacte national pour le droit de décider tient sa sixième réunion le 6 mars 2015 pour réaffirmer son soutien à la poursuite du processus souverainiste, et évoquer le projet des partis nationalistes d'organiser des élections plébiscitaires le 27 septembre 2015. La Candidature d'unité populaire (CUP) n'y assiste pas, pour marquer ses distances avec la majorité parlementaire. Les participants s'accordent seulement pour réitérer leur engagement pour le droit à l'autodétermination, sans prendre position sur la question des élections anticipées : le parti écosocialiste ICV, le syndicat CCOO (ca) et le Moviment Laic i Progressista (ca) (MLP) ont refusé que la déclaration commune reconnaisse leur caractère plébiscitaire.
Le 15 octobre 2015, le président Artur Mas comparaît devant le Tribunal Superior de Justícia de Catalunya (ca) (TSJC) pour avoir organisé la consultation du 9 novembre. Le Pacte national pour le droit de décider publie une déclaration par laquelle ses membres dénoncent comme antidémocratiques les poursuites judiciaires contre des responsables politiques pour priver les citoyens de leur droit à l'autodétermination.
Le Pacte national pour le droit de décider est mis en sommeil après les élections du 27 septembre 2015. Celles-ci donnent une majorité aux forces politiques indépendantistes, la liste d'union Junts pel Sí (JxSí) et la Candidature d'unité populaire (CUP). Elles voient aussi le succès de la gauche radicale réunie dans la coalition Catalunya Sí que es Pot (CSQP), qui est favorable à l'autodétermination mais opposée à la sécession. Le coordinateur du PNDD, Joan Rigol, propose de le faire évoluer pour associer au projet souverainiste certaines formations de la gauche radicale, comme Barcelona en comú. Iniciativa per Catalunya Verds (ICV) souhaite en revanche le remplacer par une nouvelle plateforme de coordination entre les partis politiques et la société civile, sous le nom d'Acord pel Referèndum.

### Pacte national pour le référendum (décembre 2016)
En décembre 2016, le nouveau président Carles Puigdemont convoque de nouveau les membres du Pacte national pour le droit de décider, pour un sommet politique et social en faveur du référendum sur l'indépendance de la Catalogne. La réunion, qui a lieu le 23 décembre, aboutit à la création du Pacte national pour le référendum, qui succède au PNDD, et qui se donne pour objectif de défendre un référendum sur l'indépendance accordé avec l'État espagnol. L'initiative reçoit le soutien du gouvernement, des partis politiques favorables au droit à l'autodétermination et notamment de la maire de Barcelone et leader des Comuns, Ada Colau, et des organisations de la société civile. Une commission de suivi comptant huit membres est désignée pour rédiger un manifeste en faveur du référendum et conduire une campagne de soutien,.

## Adhérents
Le Pacte national pour le droit de décider réunit le gouvernement, les partis politiques favorables au droit à l'autodétermination, les acteurs locaux, les associations catalanistes ou indépendantistes, les organisations syndicales, patronales et professionnelles, et les organisations à but social, éducatif ou culturel. Une cinquantaine d'organisations représentatives participent à ses réunions, et les adhésions sont ouvertes à toutes les entités qui partagent son objectif. Il compte :
- 800 adhérents en septembre 2013[12] ;
- 1600 adhérents en février 2014[17] ;
- 3000 adhérents en juillet 2014[35] ;
- 4161 adhérents en juin 2015[29].

Parmi ses adhérents figurent notamment :
- l'association de défense des droits des animaux Iniciativa Animalista en août 2013[36] ;
- le Consell de Col·legis d'Advocats de Catalunya (ca) (CICAC) en octobre 2013[37] ;
- 55 organisations chrétiennes en octobre 2013, dont l'Escola Pia de Catalunya (ca), Claretians de Catalunya, l'Unió de Religiosos de Catalunya (ca) (URC), l'Associació Justícia i Pau de Barcelona (ca) et la Fondation Joan Maragall (ca)[38],[39] ;
- le courant critique socialiste Socialisme, Catalunya i Llibertat en février 2014[40] ;
- le courant critique socialiste Avancem et l'association indépendantiste castillanophone Súmate en juillet 2014[41] ;
- le courant critique socialiste Moviment Catalunya (ca) en août 2014[42] ;
- l'Université polytechnique de Catalogne en octobre 2014[43] ;
- le FC Barcelone en octobre 2014[44] ;
- deux associations de supporters du RCD Espanyol en octobre 2014[45].

En décembre 2016, le Tribunal Superior de Justícia de Catalunya (ca) (TSJC) exclut l'Il·lustre Col·legi d'Advocats de Barcelona (ca) (ICAB) et le Consell de Col·legis d'Advocats de Catalunya (ca) (CICAC) du Pacte national pour le droit de décider, au motif que leur adhésion constitue « une atteinte à la liberté idéologique, d'expression et d'association ».